# Legionarios de España
Los Legionarios de España, también informalmente Legionarios de Albiñana, fueron una organización paramilitar de extrema derecha, activa durante el fin de la Restauración y durante la Segunda República, en la órbita del Partido Nacionalista Español (PNE) de José María Albiñana.
Inicialmente reclutados como escolta personal del excéntrico doctor Albiñana, sus miembros vestían una camisa azul celeste y llevaban una cruz de Santiago en el pecho. La milicia se nutrió de exmauristas, miembros del Sindicalismo Libre, del Somatén de Primo de Rivera y de militares licenciados. El matonismo callejero de la milicia —descrita por el propio Albiñana como un «voluntariado ciudadano con intervención directa, fulminante y expeditiva en todo acto atentatorio o depresivo para el prestigio de la patria»—, es para Eduardo González Calleja semejante o réplica del los Camelots du roi de la Action française.
Su primera acción, y una de las de mayor resonancia, consistió en el sabotaje a un acto de homenaje a Miguel de Unamuno en el cine Europa de Madrid el 4 de mayo de 1930. Unos matones agredieron al socialista Indalecio Prieto —que asistía al acto—, quien resultó con un ojo amoratado. Dada la repercusión de dicho ataque en la prensa, atribuido a «un grupo de estudiantes monárquicos», Albiñana logró atraerse la atención de círculos ultraderechistas y el apoyo y la financiación de aristócratas, políticos y asociaciones civiles y religiosas, lo que permitió al PNE extender su estructura fuera de la capital. Sus legionarios continuaron hostigando a individuos y organizaciones considerados republicanos —entre otros, el dramaturgo Jacinto Benavente, que requirió de protección policial durante un tiempo—, y representaron hasta su disolución un problema de orden público equiparable al de la violencia ultra del tardofranquismo y la transición.
Al estallar la Guerra Civil en 1936, sus milicias desempeñaron un papel destacado en la provincia de Burgos, donde Albiñana había logrado un escaño como diputado. En esta capital castellana constituyeron las primeras fuerzas de choque que se colocaron junto al Ejército sublevado, creando un clima de terror y asesinando a civiles por su mera filiación política u opiniones desde el mismo 18 de julio. En su labor violenta contra los simpatizantes republicanos contaron con el apoyo de elementos clericales de la zona.